# エル・イホ・デル・ファンタズマ
エル・イホ・デル・ファンタズマ（El Hijo del Fantasma、1984年4月30日 - ）は、メキシコのプロレスラー。メキシコシティ出身。現在はサントス・エスコバー（Santos Escobar）のリングネームで活動。
父はエル・ファンタズマ。叔父にアンヘル・デ・ラ・ムエルテ。従兄弟にファンタズマ・ジュニア

## 来歴
2000年、プロレスラーデビューを飾る。IWRG、闘龍門メキシコといったインディー団体でファンタズマ・ジュニアとロス・ファンタズマスなるタッグチームを結成して活動。2005年10月にはメジャー団体であるAAAにスポット参戦し、メキシカンナショナルミドル級王座争奪トーナメントに出場し、準決勝まで進出するもズンビードに敗戦。
2008年4月、もう一つのメジャー団体であるCMLLと契約を交わし入団。入団早々トップ集団の一員となり、5月3日にはトルネオ・シベルネティコで勝者となり、6月より開始されたCMLL世界トリオ王座争奪トーナメントではラ・マスカラ & エクトール・ガルサと組んで決勝に進出し、13日にブルー・パンテル & ドス・カラス・ジュニア & ミスティコに勝利して優勝を飾り王座を獲得。
2009年1月18日、ラ・マスカラ & エクトール・ガルサと組んでCMLL世界トリオ王座を保持するウルティモ・ゲレーロ & ネグロ・カサス & アトランティスに勝利して2度目の戴冠。7月21日にはアベルノが保持するCMLL世界ミドル級王座に挑戦して勝利し、ベルトを奪取。
2011年6月より開始されたNWA世界ヒストリックライトヘビー級王座争奪トーナメントに出場するが21日の決勝にてレイ・ブカネロと対戦して敗戦し、戴冠ならず。12月25日、CMLL世界ヘビー級王座争奪トルネオ・シベルネティコに出場するが準決勝で敗退。
2013年10月、CMLLから退団してAAAへと移籍。18日のAAAデビュー戦ではコパ・アントニオ・ペーニャに出場して決勝まで進出して優勝を飾る事ができなかったものの、観客からの支持を得た。11月にはルードへと転身してエル・テハノ・ジュニア率いるユニットであるエル・コンセホにメンバー入りし、エル・テハノ・ジュニア & シルバー・カインと組んでAAA世界トリオ王座を保持するサイコ・サーカスと抗争を展開。
2014年8月17日、AAA年間最大のイベントであるTripleMania XXIIにて行われたAAA世界クルーザー級王座 & AAAフュージョン王座のタイトル統一を懸けた10wayマッチに出場して勝利し、王座を獲得した。11月12日、AAAが北米進出して新たに創設したルチャ・アンダーグラウンド（Lucha Underground）にてキング・クエルノ（King Cuerno）のリングネームで登場している。
2018年8月25日、TeipreMania XXⅥのメインイベントに行われた、サイコ・クラウン VS イホ・デル・ファンタスマ VS LAパーク VS ペンタゴンJrの金網コントラマッチに敗北し、マスクを脱ぐ。
2019年9月5日、WWEと契約してWWEパフォーマンス・センターに合流したことが発表される。
2020年6月10日、マスクを取り、リングネームをサントス・エスコバー（Santos Escobar）に改名。
2023年11月、サバイバーシリーズでドラゴン・リーにシングル戦で勝利した。
2024年4月、レッスルマニア40ではドミニク・ミステリオとタッグを組み、レイ・ミステリオ&アンドラーデ組に敗れた。

## 得意技

### フィニッシュ・ホールド
レガード
リバース・フルネルソンの体勢で相手を持ち上げてから、相手を前方に投げ落とし自身の片膝に相手の顔面から前方に叩きつける荒技。
スリル・オブ・ザ・キル
変形パイルドライバー。相手の両足をクラッチし落とすジャンピング・ツームストン・パイルドライバー。
ブリッジング・ジャーマンスープレックス
ファントムドライバー
AAA時代はスリル・オブ・ザ・ハントの技名で使用。ハリケーン・ドライバーと同型技。

### 打撃技
エルボー
エルボース・マッシュ
バックハンド・チョップ
チョップ・スマッシュ
クローズライン
ナックルパンチ
ハイ・ニー
ニー・ストライク
ランニング・ニー・ストライク
ニーリフト
ドロップキック
スーパーキック
延髄斬り
ヘッドバット

### 投げ技
スープレックス
スーパープレックス
ジャーマンスープレックス
パワースラム
ファントムDDT
シットダウン・パワーボム

### 飛び技
ファントムラリアット
ノータッチ・トペでリングにいるレスラーにフライング・ラリアットを決める。
トペ・スイシーダ
ノータッチ・トペ

## 獲得タイトル
NXT
- NXTクルーザー級王座 : 1回

AAA
- AAA世界クルーザー級王座 : 1回
- AAAフュージョン王座 : 1回

CMLL
- CMLL世界ミドル級王座 : 1回
- CMLL世界トリオ王座 : 2回

w / ラ・マスカラ & エクトール・ガルサ
闘龍門メキシコ
- ヤマハカップ : 2010年

w / アンジェリコ
AWC
- AWCミドル級王座 : 1回